# Prötzel
Prötzel è un comune di 1 089 abitanti del Brandeburgo, in Germania.

Appartiene al circondario del Märkisch-Oderland (targa MOL) ed è parte della comunità amministrativa (Amt) di Barnim-Oderbruch.

## Geografia antropica

### Suddivisioni amministrative
Il territorio comunale comprende 4 centri abitati (Ortsteil):
- Harnekop
- Prädikow
- Prötzel
- Sternebeck